# Le Baiser (Tchekhov)
Pour l’article homonyme, voir Le Baiser.
Le Baiser (Поцелуй) est une nouvelle de vingt et une pages d'Anton Tchekhov, parue en 1887.

## Historique
Le Baiser est initialement publié dans la revue russe Temps nouveaux, numéro 4238, du 15 décembre 1887, sous le pseudonyme An Tchkhov.

## Résumé
Le régiment d'artillerie est en manœuvre. Il fait halte au village de Mestetchki. Les dix-neuf officiers sont invités à dîner par le lieutenant-général von Rabbek, propriétaire des lieux. Le capitaine Riabovitch, le plus timide, ne sait pas quoi faire de son corps dans cette maison où ils sont invités par obligation, mais sans chaleur. Il se promène et se perd dans la maison. Dans la pénombre, il entend une voix féminine se rapprocher, deux bras qui se referment sur son cou et il reçoit un baiser.
C'est une méprise ! Et la dame s’enfuit sans être découverte. Riabovitch essaie de deviner qui elle était, et la soirée s'achève sans qu'il y parvienne.
Ce baiser va le poursuivre, l'obséder : lui qui n’y pensait jamais, se met à rêver de femme et de mariage. 
Au retour des manœuvres, le régiment repasse par Mestetchki, mais Riabovitch rate l’invitation de von Rabbek.

## Édition française
- Le Baiser, traduit par Édouard Parayre, éditions Gallimard, Bibliothèque de la Pléiade, 1970  (ISBN 2 07 010550 4).